# Вендевале
Вендевале је врста ветра који дува на Медитерану. Ово је западни ветар, сув и доноси топло време. Дува око Гибралтара и Марока. Сродан је пуленату на Јадрану.